# أرشيبالد سي. مكغوان
أرشيبالد سي. مكغوان هو سياسي أمريكي، ولد في 26 أغسطس 1822 في بونال في الولايات المتحدة، وتوفي في 20 فبراير 1893 في فرانكفورت في الولايات المتحدة. نشط حزبياً في الحزب الجمهوري. وقد انتخب عضو جمعية ولاية نيويورك ‏ وانتخب عضو مجلس ولاية نيويورك ‏.